# Anubis’s Throne
Anubis’s Throne – mixtape polskiego rapera Bedoesa. Wydawnictwo ukazało się 16 lipca 2013 roku nakładem wytwórni muzycznej Freshville Records.

## Lista utworów
Opracowano na podstawie materiału źródłowego.
1. „Intro”
2. „Stary bedo”
3. „Ceo”
4. „Zegarek”
5. „Chusty x dupy”
6. „Pierdole diabła”
7. „Skit 01”
8. „Łap kange w mordę suko”
9. „Skit 02”
10. „Diabeł jest za biedny, by nas kupić”
11. „Wszystkie moje koleżanki”
12. „Skit 03”
13. „Outro”